# Stadion Tušanj
Das Stadion Tušanj ist ein Fußballstadion mit Leichtathletikanlage in der bosnisch-herzegowinischen Stadt Tuzla. Es bietet Platz für 15.000 Zuschauer und dient den Fußballvereinen FK Sloboda Tuzla und FK Tuzla City als Heimspielstätte. 

## Geschichte
Das Stadion Tušanj in Tuzla, einer Industriestadt mit etwa 130.000 Einwohnern im Nordosten von Bosnien und Herzegowina, wurde im Jahre 1957 fertiggestellt, nachdem mit dem Bau bereits 1947, also zehn Jahre vorher, begonnen wurde. Am 12. Juli 1957 erfolgte die Eröffnung des Stadions. Zum ersten Spiel im neuen Stadion trafen sich der zukünftige Nutzerverein, FK Sloboda Tuzla und NK Zagreb zu einem Freundschaftsspiel, das von den Gastgebern mit 5:2 gewonnen werden konnte. Seit diesem Tag nutzt der Verein FK Sloboda Tuzla das Stadion Tušanj als Austragungsort für Heimspiele im Fußball. Der Verein konnte in seiner Geschichte noch nicht viele Erfolge erringen, die Teilnahme am UEFA-Pokal 1977/78 ist wohl der größte Erfolg der Vereinsgeschichte. Damals erlebte das Stadion Tušanj zum ersten und auch einzigen Mal ein Spiel eines internationalen Wettbewerbs, als UD Las Palmas in Tuzla gastierte und mit 3:4 unterlag. Da Las Palmas das Hinspiel mit 5:0 gewonnen hatte, qualifizierten sich die Spanier und nicht FK Sloboda Tuzla für die zweite Runde. Aktuell spielt der Verein in der ersten bosnischen Fußballliga, der Premijer Liga, wo man in der abgelaufenen Saison (2018/19) den achten Platz belegt hat.
Das Stadion Tušanj hat heute eine Kapazität von 15.000 Zuschauerplätzen. Zum Zeitpunkt der Eröffnung 1957 betrug das Fassungsvermögen 10.000 Zuschauer. Im Rahmen von Renovierungsarbeiten im Jahre 2004 wurde die aktuelle Kapazität erreicht. Zuvor fanden bereits 1979 Veränderungen am Stadion statt. 

## Galerie

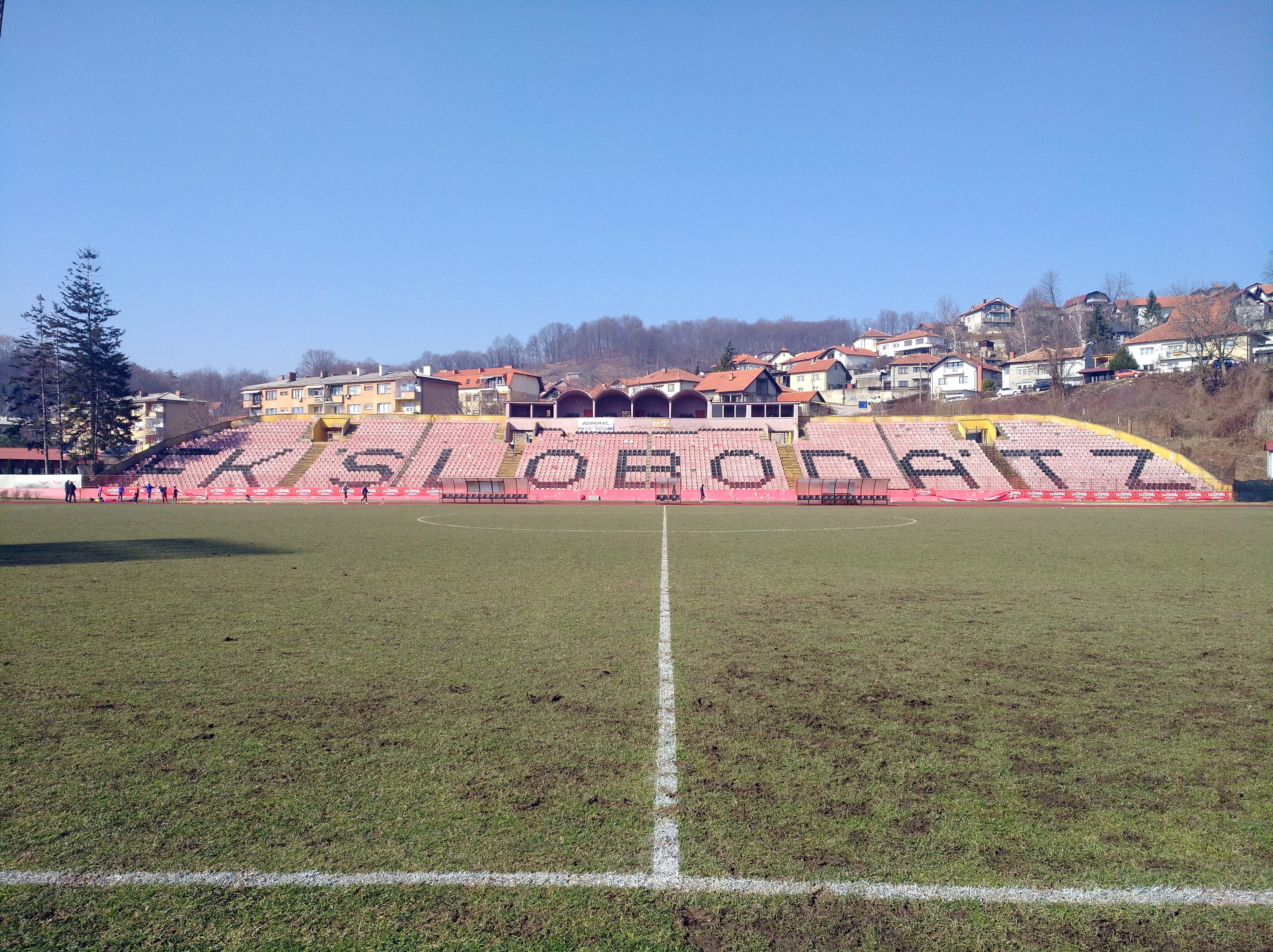
Februar 2019